# Gebandeerde rupsvogel
De gebandeerde rupsvogel (Coracina striata) is een zangvogel uit de familie Campephagidae (rupsvogels) die voorkomt in Zuidoost-Azië.

## Kenmerken
De gebandeerde rupsvogel wordt inclusief staart 30 centimeter. Opvallend aan deze soort is de zwart-witbandering op de stuit en bovenste staartdekveren van het vrouwtje. Het mannetje lijkt sterk op de Javaanse rupsvogel maar dan zonder een zwarte vlek tussen de snavel en het oog.

## Voorkomen en leefgebied
De gebandeerde rupsvogel komt voor van Zuidoost-Azië tot de Filipijnen, Sumatra en Borneo. Deze vogel leeft in secundair bos en gebieden met struikgewas, vaak aan de kust.
De soort telt tien ondersoorten. Eerder waren er meer ondersoorten maar door een taxonomische herziening zijn een aantal ondersoorten opgewaardeerd naar soortstatus.
- C. s. sumatrensis: Malakka, Sumatra, Riau-archipel en Borneo en de nabijgelegen eilanden.
- C. s. bungurensis: Anambaseilanden en Natuna-eilanden.
- C. s. simalurensis: Simeulue.
- C. s. babiensis: Babi (bij Atjeh).
- C. s. kannegieteri: Nias.
- C. s. enganensis: Enggano.
- C. s. vordermani: Kangean.
- C. s. striata: de noordelijke Filipijnen.
- C. s. cebuensis: Cebu.
- C. s. difficilis: Palawan.

## Status
De grootte van de populatie is niet gekwantificeerd, maar er is geen aanleiding te veronderstellen dat de soort bedreigd wordt in zijn voortbestaan. Daarom staat de gebandeerde rupsvogel als niet bedreigd op de Rode Lijst van de IUCN.